# Agon News
Agon News è stato il telegiornale della rete televisiva italo-albanese Agon Channel.
Da dicembre 2014 a maggio 2015 il tg era trasmesso in versione Times Square, per poi andare in onda da uno studio.

## Edizioni
Il telegiornale andava in onda in sei edizioni giornaliere: alle 8, alle 9, alle 10.30, alle 13.50, alle 20.30 e a mezzanotte. Tutte le edizioni avevano una durata di quindici minuti tranne l'edizione principale delle 20.30, che durava trenta minuti.

## Rubriche
Durante il periodo di presenza del canale, sono state proposte diverse rubriche, confezionate dai redattori di Agon News:
- I Primi, dal lunedì al venerdì dalle 7.30 fino alle 10.30
- A Casa Nostra dal lunedì al venerdì dalle 12.30 fino alle 14.30
- Ore19, dal lunedì al venerdì dalle 19.00 fino alle 20.00
- Sport Square, ogni lunedì e venerdì  dalle 22.45 fino alle 24.00
- Times Square, ogni martedì, mercoledì e giovedì dalle 22.45 fino alle 24.00
- Vetrina, ogni domenica

## Direttori
- Antonio Caprarica (1º - 17 dicembre 2014)
- Giancarlo Padovan (18 dicembre 2014 - novembre 2015)